# Октакарбонілдикобальт
Октакарбонілдикобальт — метало-кобальтоорганічна сполука з формулою Co2(CO)8. Карбоніл металу використовується як реагент і каталізатор у металоорганічній хімії та органічному синтезі, і займає центральне місце в більш відомій хімії органокобальту. Вихідний член сімейства каталізаторів гідроформілювання. Кожна молекула складається з двох атомів кобальту, пов'язаних з вісьмома лігандами окису вуглецю, хоча відомо кілька структурних ізомерів. Деякі з карбонільних лігандів є лабільними.

## Фізичні властивості

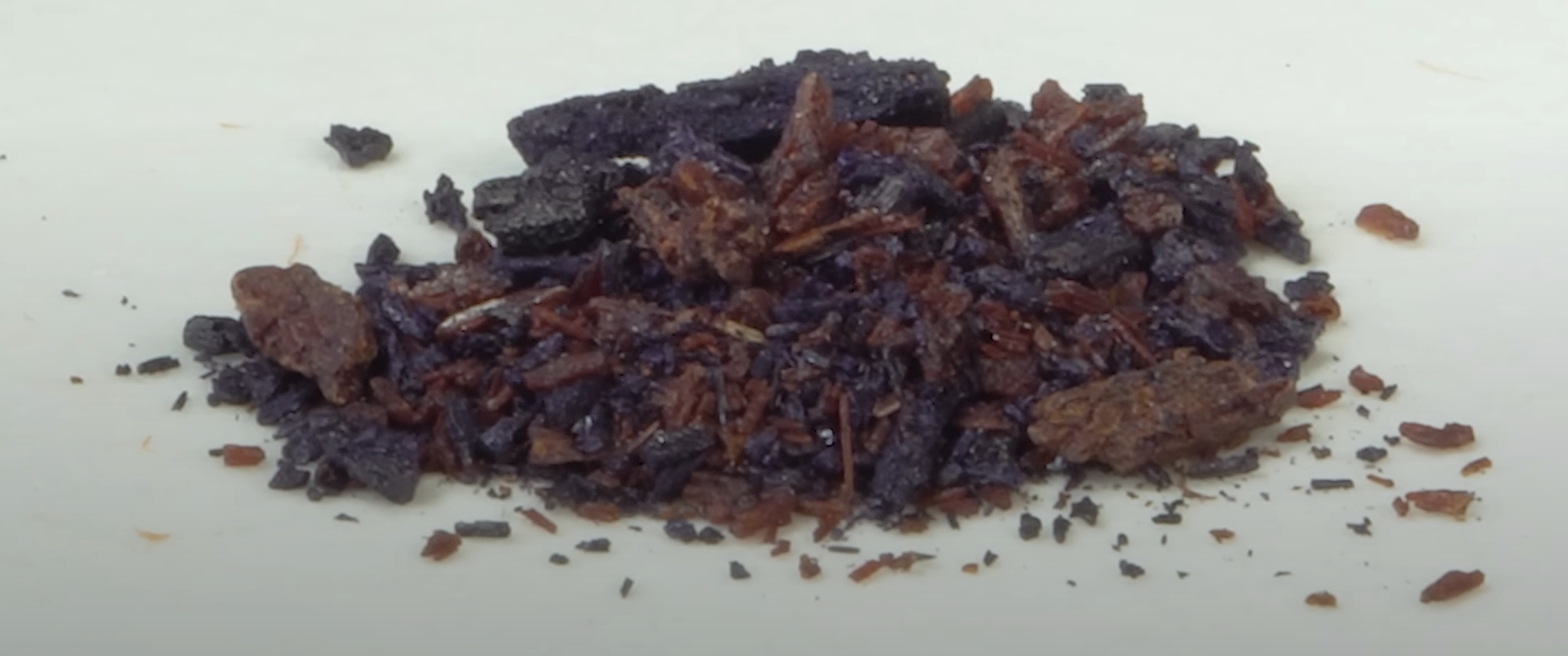
Co2(CO)8, змочений гексаном

Октакарбонілдикобальт утворює діамагнітні червоно-помаранчеві кристали, не розчинні у воді, розчинні в органічних розчинниках (етанол, діетиловий ефір).
У розчинах існує рівновага між двома ізомерами:
У кристалах рівновага повністю зсунута вправо.